# Patrimoni dell'umanità del Turkmenistan
I patrimoni dell'umanità del Turkmenistan sono i siti dichiarati dall'UNESCO come patrimonio dell'umanità in Turkmenistan, che è divenuto parte contraente della Convenzione sul patrimonio dell'umanità il 30 settembre 1994, come uno degli stati successori dell'Unione delle Repubbliche Socialiste Sovietiche.
Al 2023 i siti iscritti nella Lista dei patrimoni dell'umanità sono cinque, mentre otto sono le candidature per nuove iscrizioni. Il primo sito iscritto nella lista è stato il parco storico e culturale di Stato "Antica Merv", inserito nel 1999, durante la ventitreesima sessione del comitato del patrimonio mondiale. Sei anni dopo, nella ventinovesima sessione, è stato inserito il secondo patrimonio turkmeno: Kunya-Urgench. Le fortezze partiche di Nisa, terzo sito turkmeno, sono state aggiunte alla lista nel 2007, durante la trentunesima sessione del comitato. Nel 2023 il quarto e il quinto patrimonio, costituiti dalle Vie della Seta: corridoio Zarafshan-Karakum e dai deserti freddi invernali del Turan, sono stati inclusi nella lista dalla quarantacinquesima sessione del comitato. Quattro siti sono considerati culturali, secondo i criteri di selezione, uno naturale; due sono parte di siti transnazionali.

## Siti del Patrimonio mondiale
| Foto | Sito                                             | Luogo                                                                                               | Tipo                         | Anno | Descrizione |
| ---- | ------------------------------------------------ | --------------------------------------------------------------------------------------------------- | ---------------------------- | ---- | --- |
|      | Parco storico e culturale di Stato "Antica Merv" | Mary                                                                                                | Culturale (886; ii, iii)     | 1999 | Merv è la città-oasi più antica e meglio conservata lungo la Via della Seta in Asia centrale. I resti di questa vasta oasi abbracciano 4000 anni di storia umana. Sono ancora visibili numerosi monumenti, in particolare degli ultimi due millenni. |
|      | Kunya-Urgench                                    | Kunya-Urgench                                                                                       | Culturale (1199; ii, iii)    | 2005 | Kunya-Urgench si trova nel Turkmenistan nord-occidentale, sulla riva sinistra del fiume Amu-Darya. Urgench era la capitale della regione di Corasmia, parte dell'Impero achemenide. Il centro storico contiene una serie di monumenti principalmente dall'XI al XVI secolo, tra cui una moschea, le porte di un caravanserraglio, fortezze, mausolei e un minareto alto 60 m. I monumenti testimoniano risultati eccezionali in architettura e artigianato la cui influenza ha raggiunto l'Iran e l'Afghanistan, e in seguito l'architettura dell'Impero Mogul dell'India del XVI secolo. |
|      | Fortezze partiche di Nisa                        | Aşgabat                                                                                             | Culturale (1242; ii, iii)    | 2007 | Le fortezze partiche di Nisa sono costituite dai due tell di Vecchia e Nuova Nisa, che indicano il sito di una delle prime e più importanti città dell'Impero dei Parti. Conservano i resti non scavati di un'antica civiltà che ha sapientemente combinato i propri elementi culturali tradizionali con quelli dell'occidente ellenistico e romano. Gli scavi archeologici in due parti del sito hanno rivelato un'architettura riccamente decorata, illustrativa delle funzioni domestiche, statali e religiose. Situato al crocevia di importanti assi commerciali e strategici, questo potente impero formò una barriera all'espansione romana mentre fungeva da importante centro di comunicazione e commercio tra est e ovest, nord e sud. |
|      | Vie della Seta: corridoio Zarafshan-Karakum      | Provincia di Lebap, Provincia di Mary (condiviso con Tagikistan e Uzbekistan)                       | Culturale (1675; ii, iii, v) | 2023 | Il corridoio Zarafshan-Karakum è una sezione chiave delle Vie della Seta in Asia centrale che collega altri corridoi da tutte le direzioni. Situato tra aspre montagne, fertili valli fluviali e deserto inabitabile, il corridoio di 866 chilometri corre da est a ovest lungo il fiume Zarafshan e più a sud-ovest seguendo le antiche strade carovaniere che attraversano il deserto del Karakum fino all'oasi di Merv. Incanalando gran parte dello scambio est-ovest lungo le Vie della Seta dal II secolo a.C. al XVI secolo d.C., lungo il corridoio veniva scambiata una grande quantità di merci. Qui le persone viaggiarono, si stabilirono, conquistarono o furono sconfitte, rendendolo un crogiolo di etnie, culture, religioni, scienze e tecnologie. Il corridoio è composto da 34 componenti, di cui 9 in Turkmenistan: Amul, Caravanserraglio di Mansaf, Caravanserraglio di Konegala, Tahmalaj, Caravanserraglio di Akja Gala, Caravanserraglio di Gyzylja Gala (Rabad al-Hadid), Kushmeihan (Dinli Kishman). |
|      | Deserti freddi invernali del Turan               | Provincia di Ahal, Provincia di Daşoguz, Provincia di Lebap (condiviso con Kazakistan e Uzbekistan) | Naturale (1693; ix, x)       | 2023 | Questo patrimonio transnazionale comprende quattordici parti componenti situate nelle aree aride della zona temperata dell'Asia centrale tra il Mar Caspio e le alte montagne del Tūrān. L'area è soggetta a condizioni climatiche estreme con inverni molto freddi ed estati calde e vanta una flora e una fauna eccezionalmente diversificate che si sono adattate a queste dure condizioni. Il sito rappresenta anche una notevole diversità di ecosistemi desertici, che si estendono su una distanza di oltre 1 500 chilometri da est a ovest. Ciascuna delle parti componenti integra le altre in termini di biodiversità, tipi di deserto e processi ecologici in corso. |

## Siti candidati
| Foto | Sito                                      | Luogo                                                       | Tipo                                 | Anno       | Descrizione |
| ---- | ----------------------------------------- | ----------------------------------------------------------- | ------------------------------------ | ---------- | --- |
|      | Dehistan/Mishrian                         | Distretto di Etrek                                          | Culturale (967; i, ii, iii, iv, v)   | 25/02/1998 | Dehistan/Mishrian fu la principale città del Turkmenistan occidentale dal X al XIV secolo. Situata su un'importante rotta carovaniera da Gorgan alla Corasmia, i suoi migliori edifici furono costruiti dai Khwarazm-Shah. I principali monumenti sopravvissuti includono parti di un minareto costruito da Abu Bini Ziyard nel 1004/5 e un altro costruito 200 anni dopo, che faceva parte della moschea di Muhammad II del Khwarezm. La città era fortemente fortificata con una doppia fila di mura, ma decadde e fu abbandonata nel XV secolo. Sette chilometri a nord si trova la necropoli di Meshat/Meskhet, dove nel XIX secolo erano conservate una ventina di mausolei, di cui ancora 5 sopravvivono. |
|      | Riserva naturale statale di Badkhyz       | Provincia di Ahal, Provincia di Mary                        | Naturale (5432; vii, ix, x)          | 16/03/2009 | Badhyz è una delle riserve naturali più spettacolari dell'Asia centrale. Comprende tre tipi principali di paesaggio. Il nord e l'ovest sono costituiti dall'altopiano e dalle creste collinari della catena del Gezgyadyk ai piedi delle montagne orientali del Kopet Dag, ed è profondamente sezionato soprattutto a ovest dove ci sono profonde gole pietrose. A est le montagne cadono in un altopiano collinare ondulato con steppe desertiche. A sud il bacino e il lago salato di Er-Oilan-Duz e la depressione di Kizyl-Dzhar formano i limiti dell'altopiano. I suoli sono sabbiosi con argille di loess-limo.                                                                                          |
|      | Riserva naturale statale di Sünt-Hasardag | Distretto di Magtymguly                                     | Naturale (5433; x)                   | 16/03/2009 | La riserva di Sünt-Hasardag rappresenta pienamente i principali tipi paesaggistici ed ecologici delle medie altitudini della zona subtropicale secca sud-occidentale del Kopet Dag. I resti delle foreste di latifoglie del Caspio sono conservati all'interno della Riserva di Sünt-Hasardag. Questa zona è conosciuta come uno dei centri mondiali di progenitori selvatici delle piante coltivate (colture orticole subtropicali). I progenitori selvatici delle specie legnose melograno, fico, melo, noce, pistacchio, pero, rosa canina, mandorlo e ciliegio sono qui ampiamente diffusi, oltre a importanti cereali e legumi.                                                                            |
|      | Dinosauri e caverne del Köýtendag         | Distretto di Köýtendag                                      | Naturale (5434; viii, x)             | 16/03/2009 | Köýtendag è famosa per le sue grotte uniche e altre caratteristiche geologiche (onice), così come la sua foresta arcaica e specie di piante e animali rari come il cobite cieco (Nemacheilus starostini) che abita i laghi sotterranei nelle grotte carsiche. Elementi notevoli della flora includono Juniperus seravschanica, tulipano (Tulipa ingens), mandorlo (Amygdalus spinosissima), Cleome gordjaginii e Ungernia victoris. Le bellissime montagne e grotte sono integrate dalla presenza di markhor e falco berbero (Falco pelegrinoides). |
|      | Riserva della biosfera statale di Repetek | Provincia di Lebap                                          | Naturale (5435; x)                   | 16/03/2009 | La Riserva della biosfera statale di Repetek fa parte di una Important Bird Area (IBA) e dal 1979 è riserva della biosfera dell'UNESCO. È uno dei pochi siti naturali desertici dell'Asia centrale con un'ampia copertura di saxaul nero (oltre 1470 ha, pari al 4,5% del territorio della riserva). Il sito presenta il più completo assemblaggio di specie di uccelli tipiche del deserto sabbioso del Karakum. Oltre a questo il sito ospita popolazioni stabili di mammiferi minacciati a livello globale e uccelli a rischio estinzione a livello globale. |
|      | Riserva naturale statale dell'Amudarya    | Distretto di Birata, Distretto di Dänew, Distretto di Farap | Naturale (5436; x)                   | 16/03/2009 | La Riserva naturale statale dell'Amudarya è stata istituita nel 1982 allo scopo di conservare e ripristinare il tugai (foresta ripariale) che è tipico delle vaste pianure alluvionali fluviali dell'Asia centrale. Le foreste a galleria fluviali in alcuni punti sono difficili da attraversare, come vere giungle e contengono 86 specie di piante. |
|      | Riserva naturale statale di Hazar         | Provincia di Balkan                                         | Naturale (5437; x)                   | 16/03/2009 | Il valore globale della riserva risiede nel fatto che le sue acque costiere e le sue coste sono un punto di alimentazione e sosta durante la migrazione e un sito di svernamento per milioni di uccelli acquatici provenienti dall'Eurasia e dall'Africa. Le vie migratorie centro-asiatiche e dell'Africa orientale confluiscono nella parte turkmena del Mar Caspio, per cui la riserva ha un ricco numero di uccelli migratori e svernanti. |
|      | Siti della Via della Seta in Turkmenistan |                                                             | Culturale (5521; ii, iii, iv, v, vi) | 01/03/2010 | Le Vie della seta hanno generato manifestazioni eccezionali di importanza globale negli ambiti dell'economia, della società, della cultura e dell'ambiente. I tipi di monumenti, siti e paesaggi culturali che si trovano lungo le Vie della Seta possono essere classificati in infrastrutture (che facilitano il commercio e i trasporti), produzione (di merci da commerciare) e risultati (come città, arte, conoscenza come frutto del contatto e dello scambio). La proposta include esempi eccezionali di diversi tipi di patrimonio in queste categorie. |